# Erta
Erta es una localidad del municipio de Pont de Suert, en la Alta Ribagorza, provincia de Lérida (Cataluña, España). Formó parte del antiguo término de Malpàs desde la promulgación de la Constitución de Cádiz en 1812 hasta su incorporación a el Pont de Suert en 1968.
En la propuesta derivada del informe popularmente denominado Informe Roca, se mencionaba la necesidad de segregar el pueblo de Erta del término del Pont de Suert y anexionarlo, en cambio, al término de nueva creación, por unión de los dos términos anteriores, de Sarroca y Senterada.

## Descripción
Situado en la ribera izquierda del barranco del Port de Erta (la Faül), que baja por el medio del Valle de Erta, a caballo entre los valles de Peranera y Manyanet. Erta está en un costado oeste del Tozal del Cogomar, y a 150 metros del límite del término municipal Pont de Suert, al límite con el de Sarroca de Bellera.
La iglesia de Erta, dedicada a san Bartomé, sufragánea de la Asunción de la Madre de Dios de Sas, es románica.
El municipio de Erta pertenecía antiguamente al Batlliu de Sas. Por cuestiones no conocidas se decidió trasladar el pueblo de su emplazamiento original a la posición actual, al lado de la pequeña iglesia románica de San Bartomé de Erta. Las primeras referencias de Erta se remontan al año 939, en que el municipio era nombrado como Erta de Sas. No ha tenido nunca ayuntamiento propio, y después de pertenecer a Sas, perteneció a Benés, a Sarroca de Bellera y a Malpàs.
Actualmente el pueblo está formado por seis casas principales llamadas: Ca de Monge, Ca de Dimàs, Ca de Mateu, Ca de Muntaner, Ca de Vidal y Ca de Saguiel.
Los habitantes vivieron de la agricultura y la ganadería hasta los años sesenta, cuando se hizo imposible continuar con el ritmo de vida casi medieval que llevaban a cabo.
el pueblo dispuso de agua corriente en Ca de Dimàs por primera vez en el año 1940. En la actualidad, todas las casas disponen de lla, gracies a instalaciones particulares que se han ido haciendo a lo largo del tiempo. Hacia el año 1950 se instaló en el mismo pueblo de Erta una pequeña central hidroeléctrica para generar la energía necesaria para el alumbrado del pueblo y hacer funcionar su molino de harina familiar. Esta central, completamente en desuso hoy en día, se abandonó cuando el pueblo se quedó deshabitado.
El acceso con vehículo de ruedas fue posible a partir del año 1981, cuando se construyó la pista forestal desde Sentís. Actualmente también dispone de acceso desde Castellars (ambos por pista forestal).
A final del año 2002 se llevó a cabo la acometida eléctrica que permitió otra vez la utilización de electricidad en toda la localidad.

## Historia
En el censo del año 1787 constan en Erta 13 habitantes. Siempre ha sido un pueblo con sólo dos o tres casas habitadas.
Pascual Madoz incluye Erta en su Diccionario geografico... de 1849. Se lee que el pueblo está un pequeño llano en la parte occidental de otra sierra, que defendía el pueblo de los vientos de levante, pero lo combatían especialmente el resto del norte. El clima era fío y húmedo a causa de la nieve, y las enfermedades más comunes eran los reumatismos y los males de cabeza. Tenía 5 casas y la Abadía (rectoría), todas muy bajas, que formaban una pequeña calle llana sin empedrar, la mayor parte cubierta. La iglesia era parroquial, dedicada a san Bartomé, con capilla provista por concurso ordinario, antiguamente, sin embargo, nombrado por el monasterio de Lavaix. El cementerio estaba fuera del pueblo, al este, pero muy mal situado. A unos veinte pasos al oeste había una abundante fuente de agua exisita.
La montaña es en parte comunal con Sas, cosa que lleva problemas a la hora de su explotación. El terreno es montañoso, áspero, cortado y de mala calidad en general, donde se pueden labrar con bueyes 160 jornales que producen 6 por 1 de lavores. Hay bosques, y bardizos que abastecen a los vecinos de leña. Se producía trigo, centeno, cebada, avena y legumbres. Se criaban ovejas y se mantenían bueyes, mulas, asnos y yeguas para los trabajos agrícolas. Había caza de perdices y conejos. Tenía 2 vecinos (cabezas de familia) y 14 ánimas (habitantes).
Erta es de los pocos pueblos que en los últimos años ha experimentado un cierto crecimiento. En 1970 y 1981 cosntan 4 habitantes y, en cambio, en 2006 había 10 personas censadas.

### Lugares de interés
- Iglesia de San Bartomé de Erta.